# Убиси
Убиси (груз. უბისი) — небольшая деревня в Грузии с комплексом средневекового монастыря, расположенная в Имерети, около 25 км от города Харагаули.
Монастырский комплекс Убиси состоит из монастыря св. Георгия IX века, основанного святым Григорием Хандзтели, 4-х этажной башни (1141), фрагментов оборонительной стены XII века и некоторых других зданий и сооружений.
На территории монастыря находится уникальный цикл фресок конца XIV века, сделанные Дамиане, вероятно, под влиянием византийского искусства периода Палеологовского возрождения (1261—1453).
Монастырь также славится мёдом, собранным монахами.

## Галерея

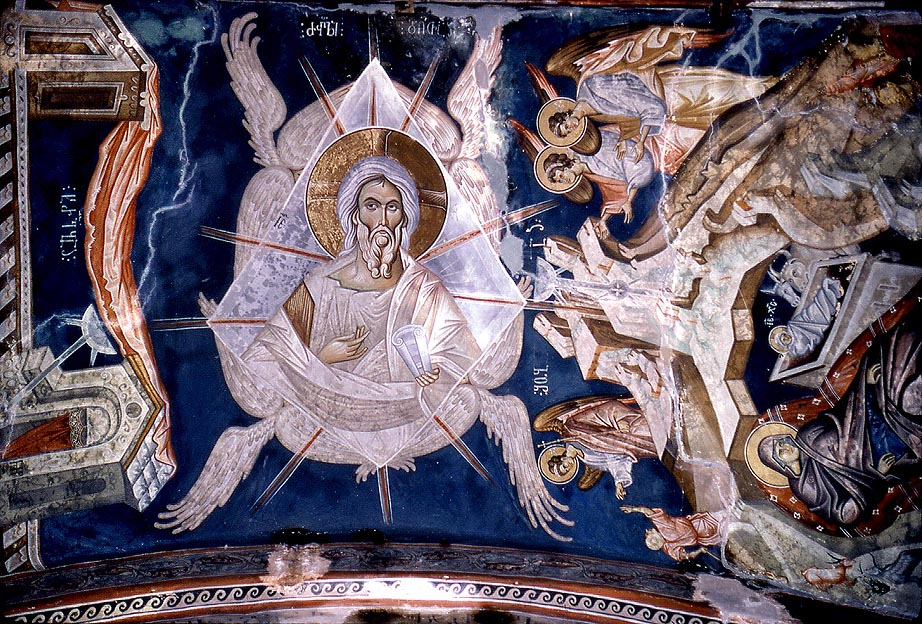
Ветхий денми
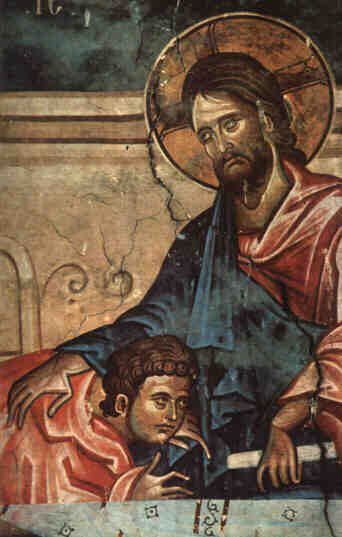
Тайная вечеря: Иисус и апостол Иоанн (фрагмент)
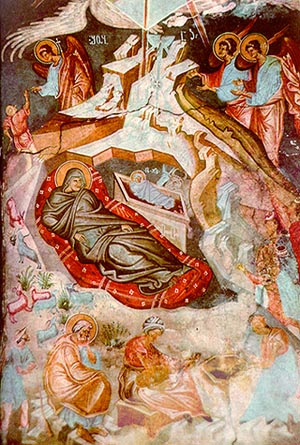
Рождество